# Kahului

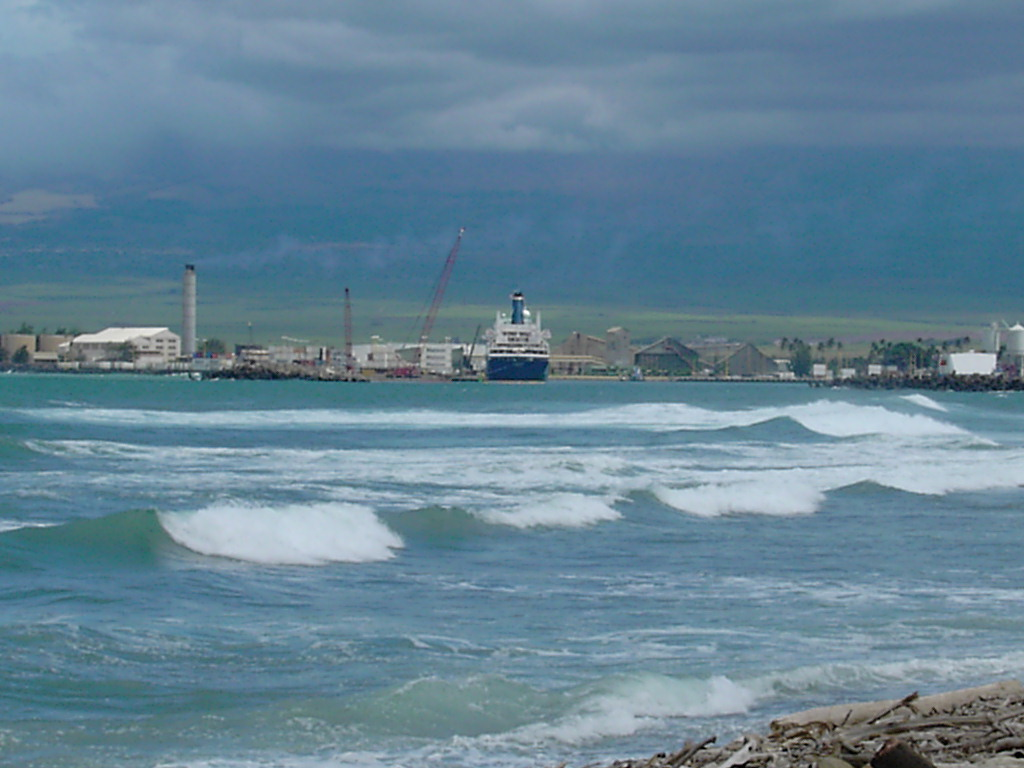
Puerto en Kahului.

Kahului es un lugar designado por el censo (en inglés, census-designated place, CDP) situado en el condado de Maui, Hawái, Estados Unidos. Según el censo de 2020, tiene una población de 28 219 habitantes.
La localidad es servida por el principal aeropuerto de la isla y cuenta con un pequeño puerto de aguas profundas, así como varios centros comerciales.
En Kalahui también está el Maui College, el campus principal de la Universidad de Hawái.
No es generalmente considerada una localidad turística.